# Motaz
Motaz - (pl. motaces Μόθακες móthakes) es una palabra dórica que significa "hermanastro".
El término fue usado para una clase social de la antigua Esparta, particularmente durante la guerra del Peloponeso (431 - 404 a. C.). Los motaces eran hijos bastardos (nóthoi) nacidos de uniones mixtas entre espartiatas e hilotas o hijos de espartiatas empobrecidos. 
Los motaces no eran capaces de contribuir en las comidas comunes (sisitias) y no les estaba permitido mantener un estatus "igual", por lo tanto. Tenían, sin embargo, permitido luchar como tropas junto a los periecos.
Los motaces eran educados con los hijos de los espartiatas en el marco de la agogé, apadrinados por determinados oîkoi espartiatas según sus posibilidades. Figueira sostiene la tesis de que serían espartiatas pobres adoptados legalmente por familias sin herederos varones.
Casi podría decirse que eran homoioi por adopción (las fuentes hablan de sýntrophoi, «criados juntos», como hermanos de leche. Ruzé sugiere que incluso podían asistir a la apella.
Los motaces tenían una puerta abierta de acceso a la plena ciudadanía en caso de rendir distinguidos servicios a la polis, como parece sucedió con Gilipo, Calicrátidas y Lisandro, los tres presuntamente motaces que obtuvieron la ciudadanía por méritos en el desempeño del cargo de navarco (almirante) durante la etapa final de la guerra del Peloponeso (Cf. Guerra de Decelia).
Douglas MacDowell ha sugerido la posibilidad de que quizá los motaces, una vez pasada la agogé, se convirtieran en neodamodes, los cuales sí gozarían de ciudadanía plena, pero esto contradice las fuentes, que dicen que los neodamodes tenían origen hilota en tanto que los motaces eran libres.